# ماتياس كلاينهيستركامب
ماتياس كلاينهيستركامب (22 يونيو 1893 - 29 أبريل 1945) كان لإس إس - أوبر غروبن فوهرر خلال الحرب العالمية الثانية. قاد فرقة بانزر إس إس توتنكوبف وفرقة إس إس نورد وفرقة بانزر إس إس داس رايخ وفيلق إس إس بانزر III وفيلق إس إس بانزر السابع وفيلق إس إس بانزر الرابع وفيلق الجيش إس إس الثاني عشر وفيلق الجيش إس إس الحادي عشر. حصل على وسام الفارس الصليبي الحديدي بأوراق البلوط. [محل شك]

## مهنة ما قبل الحرب
ولد ماتياس كلاينهيستركامب في عام 1893، وتطوع في الجيش البروسي في عام 1914 وخدم في الجبهتين الغربية والشرقية من الحرب العالمية الأولى. خلال خدمته في الحرب، حصل على كل من فئتي الصليب الحديدي وشارة الجرح الفضية. بعد الحرب، انضم لمجموعة فرايكوربس شبه عسكرية ثم خدم في الرايخويهر. انضم إلى ألجيماينه إس إس في نوفمبر 1933، رقم العضوية 132,399. انتقل إلى إس إس-فرفوغونغزتروبه في 1 أبريل 1935 وتم تعيينه في مدرسة تدريب إس إس كمدرب مشاة. في عام 1934، انضم إلى SS-VT كضابط أركان يعمل تحت قيادة بول هوسر.

## الملخص الوظيفي SS
الرتب
- إس إس- هوبتستثرمفهرر : 20 أبريل 1935
- إس إس- قائد وحدة الاعتداء : 1 يونيو 1935
- إس إس- أوبرستورمبانفورر : 20 أبريل 1937
- إس إس- شتاندارتن فوهرر : 18 مايو 1940
- إس إس- أوبرفورر : 19 يوليو 1940
- إس إس- بريغيجاديه فوهرر und Generalmajor der Waffen-SS: 9 نوفمبر 1941
- إس إس- جروبنفهر und Generaleutnant der Waffen-SS: 1 مايو 1943
- إس إس- أوبر غروبن فوهرر und General der Waffen-SS: 1 أغسطس 1944

الجوائز
- مشبك الصليب الحديدي (1939)
  - الدرجة الثانية (13 سبتمبر 1939) [2]
  - الدرجة الأولى (2 أكتوبر 1939)
- وسام الفارس الصليبي الحديدي في 31 مارس 1942 بصفته SS- بريغيجاديه فوهرر، جنرال مايجور في فافن-إس إس وقائد فرقة «داس رايخ» [3]
- 871st باوراق البلوط on 9 May 1945 (بعد وفاته) باسم SS- أوبر غروبن فوهرر، جينيرال لوتنانت لفافن إس إس والقائد العام لـ XI. SS-بانزيركوربس [4] [Notes 1]
- وسام صليب الحرية من الدرجة الأولى بالسيوف [6]

### اقتباسات
1. 1 2  TracesOfWar، QID:Q98839586
2. ↑  Thomas 1997, p. 374.
3. ↑  Scherzer 2007, p. 447.
4. ↑  Fellgiebel 2000, pp. 104, 482.
5. ↑  Scherzer 2007, p. 148.
6. ↑  "Kleinheisterkamp, Matthias - TracesOfWar.com". tracesofwar.com. مؤرشف من الأصل في 2020-03-26.